# Fissidens arnoldii
Fissidens arnoldii là một loài Rêu trong họ Fissidentaceae. Loài này được R. Ruthe mô tả khoa học đầu tiên năm 1870.